# خطر نسبي

المجموعة المعرضة للعلاج (على اليسار) لديها نصف المخاطر (نسبة المخاطر=4/8=0.5) من نتيجة سلبية (ممثلة باللون الأسود) مقارنة بالمجموعة غير المعرضة (على اليمين).

الخطر النسبي أو نسبة المخاطر (بالإنجليزية: Relative risk، اختصاراً: RR) هي نسبة احتمال نتيجة في مجموعة معرضة إلى احتمال نتيجة في مجموعة غير معرّضة، يقيس الخطر النسبي الارتباط بين التعرض والنتيجة جنباً إلى جنب مع فرق المخاطر ونسبة الأرجحية.

## الاستخدام والمعنى الإحصائي
تستخدم المخاطر النسبية في التحليل الإحصائي لبيانات الدراسات البيئية ودراسات التعرض والتدخل، لتقدير قوة الارتباط بين التعرض (للعلاجات أو عوامل الخطر) والنتائج.
رياضيًا، يُعَبَّر عنه على أنه معدل حدوث النتيجة في المجموعة المعرضة، Ie، مقسومًا على نتيجة المجموعة غير المعرضة، Iu. على هذا النحو، يتم استخدامه لمقارنة مخاطر النتائج السلبية عند تلقي العلاج الطبي مقابل عدم العلاج (أو العلاج الوهمي)، أو عند التعرض لعامل خطر بيئي مقابل عدم التعرض. على سبيل المثال، في دراسة تفحص تأثير عقار أبيكسابان على حدوث الجلطات الدموية، أصيب 8.8% من المرضى الذين عولجوا بدواء وهمي بالمرض، في حين أن 1.7% فقط من المرضى الذين عولجوا بالدواء أصيبوا بالمرض، وتُحسب نسبة الخطورة كالآتي: 1.7/8.8، وتساوي 0.19. يمكن تفسير ذلك على أن أولئك الذين يتلقون أبيكسابان لديهم خطر الإصابة بالجلطات الدموية المتكررة بنسبة 19% مقارنةً بالمرضى الذين يتلقون العلاج الوهمي. في هذه الحالة، يعتبر أبيكسابان عاملاً وقائيًا وليس عامل خطر لأنه مرتبط بتقليل خطر الإصابة بالمرض. بافتراض التأثير السببي بين التعرض والنتيجة، يمكن تفسير قيم الخطر النسبي على النحو التالي:
- الخطر النسبي=1 يعني أن التعرض لا يؤثر على النتيجة.
- الخطر النسبي<1 يعني أن خطر النتيجة ينخفض بالتعرض، والذي يمكن تسميته «عامل وقائي».
- الخطر النسبي>1 يعني أن خطر النتيجة يزداد بالتعرض.

## الاستخدام في التقارير
يستخدم الاختطار النسبي بشكل شائع لتقديم نتائج التجارب العشوائية ذات الشواهد. قد يكون هذا مشكلة، إذا تم تقديم الخطر النسبي دون التدابير المطلقة، مثل المخاطر المطلقة، أو فرق المخاطر. في الحالات التي يكون فيها المعدل الأساسي للنتيجة منخفضًا، قد لا تُترجم القيم الكبيرة أو الصغيرة للمخاطر النسبية إلى تأثيرات مهمة، ويمكن المبالغة في تقدير أهمية التأثيرات على الصحة العامة. أما في الحالات التي يكون فيها المعدل الأساسي للنتيجة مرتفعًا، قد تؤدي قيم الخطر النسبي القريبة من 1 إلى تأثير كبير، ويمكن التقليل من آثارها. وبالتالي، يوصى بعرض كل من المقاييس المطلقة والنسبية.

## الاستنباط
يمكن تقدير المخاطر النسبية من جدول طوارئ 2 × 2:
|               | المجموعة | المجموعة |
| تدخل (I)      | تحكم (C) |          |
| ------------- | -------- | -------- |
| أحداث (E)     | IE       | CE       |
| بلا أحداث (N) | IN       | CN       |

تقدير النقطة للمخاطر النسبية:
{\displaystyle RR={\operatorname {IE/(IE+IN)} \! \over \operatorname {CE/(CE+CN)} \!}={\operatorname {IE(CE+CN)} \! \over \operatorname {CE(IE+IN)} \!}}
توزيع أخذ العينات من لوغاريتم (RR) أقرب إلى الطبيعي من توزيع RR، مع الخطأ المعياري.
{\displaystyle SE(\log(RR))={\sqrt {{\operatorname {IN} \! \over \operatorname {IE(IE+IN)} \!}+{\operatorname {CN} \! \over \operatorname {CE(CE+CN)} \!}}}}
ويكون {\displaystyle 1-\alpha } فاصل الثقة للوغاريتم (RR)
{\displaystyle CI_{1}-\alpha \ (log(RR))=\log(RR)\pm SE(\log(RR))\times z_{\alpha }}
حيث أن {\displaystyle z_{\alpha }} هي هي الدرجة القياسية لمستوى الأهمية المختار، للعثور على فاصل الثقة حول RR نفسه، يمكن أن يكون الأس حدي فاصل الثقة أعلاه.
في نماذج الانحدار، عادةً ما يتم تضمين التعرض كمتغير مؤشر إلى جانب العوامل الأخرى التي قد تؤثر على المخاطر. وعادة ما يتم الإبلاغ عن الخطر النسبي على أنه محسوب لمتوسط قيم عينة المتغيرات التوضيحية.

## مقارنة بنسبة الأرجحية
يختلف الخطر النسبي عن نسبة الأرجحية، على الرغم من أن نسبة الأرجحية تقترب من الخطر النسبي للاحتمالات الصغيرة للنتائج، إذا كان IE أصغر بكثير من IN ، فإن (IE/IN) {\displaystyle \thickapprox } (IE / (IE + IN)، وبالمثل، إذا كانت CE أصغر بكثير من CN، فإن CE / (CN + CN) {\displaystyle \thickapprox } CE/CN. وهكذا، في ظل افتراض مرض نادر
{\displaystyle RR={IE(CE+CN) \over CE(IE+IN)}\approx {IE.CN \over IN.CE}=OR}
من الناحية العملية، تُستخدم نسبة الأرجحية بشكل شائع لدراسات الحالات والشواهد، حيث لا يمكن تقدير المخاطر النسبية.
في الواقع، فإن نسبة الأرجحية لها استخدام أكثر شيوعًا في الإحصاء، نظرًا لأن الانحدار اللوجستي، غالبًا ما يرتبط بالتجارب السريرية، يعمل مع لوغاريتم نسبة الأرجحية، وليس المخاطر النسبية. نظرًا لأن (اللوغاريتم الطبيعي لـ) احتمالات السجل يتم تقديرها كدالة خطية للمتغيرات التفسيرية، فإن نسبة الأرجحية المقدرة لمن هم في سن 70 عامًا و60 عامًا المرتبطة بنوع العلاج ستكون هي نفسها في نماذج الانحدار اللوجستي حيث ترتبط النتيجة بالدواء والعمر، على الرغم من أن الخطر النسبي قد يكون مختلفًا بشكل كبير.
نظرًا لأن الخطر النسبي هو مقياس أكثر بديهية للفعالية، فإن التمييز مهم خاصة في حالات الاحتمالات المتوسطة إلى العالية. إذا كان الإجراء «أ» يحمل مخاطرة بنسبة 99.9% والإجراء «ب» مخاطرة بنسبة 99.0%، فإن الخطر النسبي يزيد قليلاً عن 1، في حين أن الاحتمالات المرتبطة بالإجراء «أ» أعلى بعشر مرات من الاحتمالات مع «ب».
في النمذجة الإحصائية، مناهج مثل انحدار بواسون (لتعداد الأحداث لكل وحدة تعرض) لها تفسيرات نسبية للمخاطر: التأثير المقدر لمتغير تفسيري مضاعف على المعدل وبالتالي يؤدي إلى خطر نسبي. يجب تفسير الانحدار اللوجستي (للنتائج الثنائية، أو عدد النجاحات من عدد من التجارب) بعبارات نسبة الأرجحية: تأثير المتغير التفسيري مضاعف على الاحتمالات وبالتالي يؤدي إلى نسبة الأرجحية.

## تفسير بايزين
نفترض أن مرض ما أشير له بالرمز {\displaystyle D}، وعدم الإصابة بالمرض أشير له بالرمز {\displaystyle {\displaystyle \neg D}}، وأشير إلى التعريض الضوئي بالرمز {\displaystyle E}، أما عدم التعرض فأشير له بالرمز {\displaystyle {\displaystyle \neg E}}.ويمكن كتابة الخطر النسبي كـ
{\displaystyle {\displaystyle RR={\frac {P(D\mid E)}{P(D\mid \neg E)}}={\frac {P(E\mid D)/P(\neg E\mid D)}{P(E)/P(NegE)}}.}}
وبهذه الطريقة يفسر الخطر النسبي بمصطلحات بايزين على أنه النسبة اللاحقة للتعرض (أي بعد رؤية المرض) ويتم تطبيعها من خلال نسبة التعرض السابقة. إذا كانت النسبة اللاحقة للتعرض مماثلة لتلك السابقة، يكون التأثير تقريبًا 1، مما يشير إلى عدم وجود ارتباط مع المرض، لأنه لم يغير مفهوم التعرض. من ناحية أخرى، إذا كانت النسبة اللاحقة للتعرض أصغر أو أعلى من النسبة السابقة، فإن المرض قد غيّر من خطر التعرض، وحجم هذا التغير هو الخطر النسبي.

## مثال رقمي
مثال على الحد من المخاطر
|                    | المجموعة التجريبية (E)      | مجموعة التحكم (C)           | المجموع |
| الأحداث (E)        | EE = 15                     | CE = 100                    | 115     |
| ------------------ | --------------------------- | --------------------------- | ------- |
| بلا أحداث (N)      | EN = 135                    | CN = 150                    | 285     |
| مجموع المواضيع (S) | ES = EE + EN = 150          | CS = CE + CN = 250          | 400     |
| معدل الحدث (ER)    | EER = EE / ES = 0.1, or 10% | CER = CE / CS = 0.4, or 40% |         |

| المعادلة                    | المتغير                               | Abbr | القيمة |
| CER - EER                   | الحد من المخاطر المطلقة               | ARR  | 0.3    |
| CER - EER) / CER)           | الحد من المخاطر النسبية               | RRR  | 0.75   |
| {\displaystyle 1/(CER-EER)} | العدد اللازم للعلاج                   | NNT  | 3.33   |
| --------------------------- | ------------------------------------- | ---- | ------ |
| EER / CER                   | الخطر النسبي                          | RR   | 0.125  |
| (EE / EN) / (CE / CN)       | نسبة الأرجحية                         | OR   | 0.176  |
| CER - EER) / CER)           | جزء يمكن الوقاية منه بين غير المعرضين | Pfu  | 0.75   |